# Johann Euchar Schenk von Castell

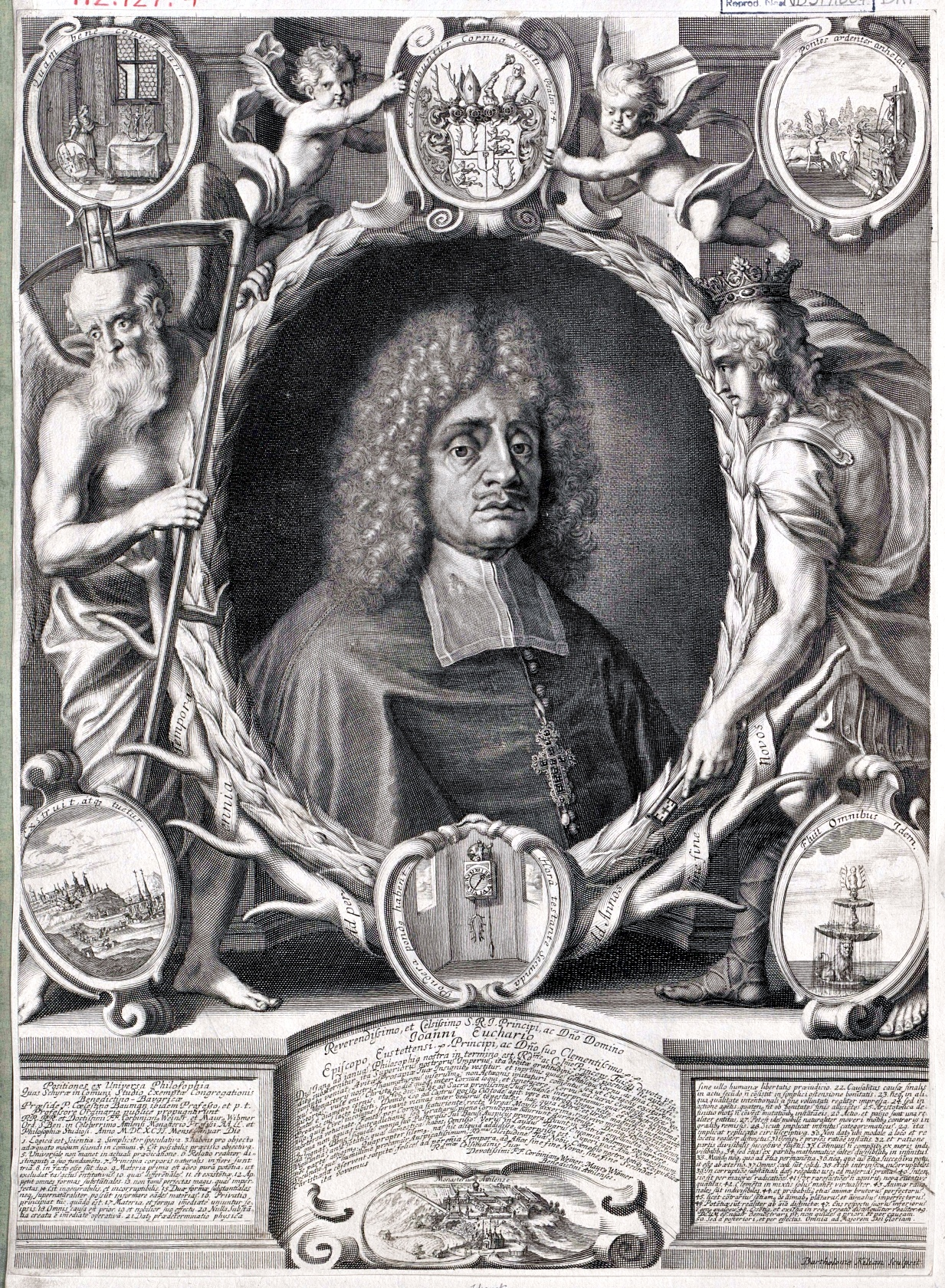
Johann Euchar Schenk von Castell, Fürstbischof von Eichstätt

Johann Euchar Schenk von Castell (* 6. November 1625; † 6. März 1697 in Eichstätt) war Bischof des Bistums Eichstätt und Fürstbischof des Hochstifts Eichstätt von 1685 bis zu seinem Tode 1697.

## Leben
Wie sein Vorgänger entstammte er dem Geschlecht der Schenken von Castell, das am 1. März 1681 in den Stand der Reichsgrafen erhoben wurde. 1658 wurde er Dompropst in Eichstätt und Augsburg. Er war krank und beinahe 65 Jahre alt, als ihn das Eichstätter Domkapitel am 13. März 1685 zum Bischof wählte. Die Bischofsweihe erfolgte erst am 9. Mai 1688, nachdem die päpstliche Bestätigung bis zum 3. Februar 1688 hatte auf sich warten lassen.
Johann Euchar war fromm; als Bischof betete er neben dem Brevier täglich den Rosenkranz und die marianischen Tagzeiten. Er förderte die frommen Bruderschaften, insbesondere die des Rosenkranzes und die der fünf Wunden. 1688 stiftete Euchar für das Portal der Klosterkirche der Eichstätter Dominikaner ein großes Marienbildnis. Den Klerus ließ er durch seinen Generalvikar visitieren. Wegen alter Eichstätter Kompetenzstreitigkeiten mit dem kurfürstlichen Hof in München um die hohe Gerichtsbarkeit an der Universität Ingolstadt hielt der Fürst, zugleich Kanzler der Universität, Abstand zu ihr.
Durch Bauaufträge und andere Maßnahmen versuchte er, den Wohlstand seiner Untertanen zu heben. So ließ er unter anderem 1681 den abgebrannten Südflügel seiner Bergresidenz, der Willibaldsburg, wieder aufbauen und 1692 in Obereichstätt einen Schmelzofen und einen Eisenhammer errichten. In Greding wurde unter ihm ein Jagdschloss errichtet und in Hofstetten um 1690 eine ältere Burg zum Jagdschloss umgebaut. In Berching ließ er 1685 die schadhafte Stadtmauer erneuern. 1693 gelobte der Schwerkranke einen Neubau der Pfarrkirche „zu Beylngrieß“ (1911 abgebrochen), der 1693 bis 1695 ausgeführt wurde; auch stiftete er den dortigen Hochaltar.
Der Bischof war auch sonst ein großer Wohltäter. Seine Stiftungen kamen vor allem den Jesuiten, der Benediktinerinnenabtei St. Walburg in Eichstätt und den Dienstboten der Stadt Eichstätt zugute; die umfangreichste war die „Eucharische Stiftung“ für ein Krankenhaus zur Behandlung Eichstätter Dienstboten.
Am 12. Juni 1685 gewährte der Fürstbischof denjenigen Eichstättern 15- bis 20-jährige Steuerfreiheit, kostenloses Bauholz und billige Grundstücke, die dreistöckige gemauerte, mit Ziegeln gedeckte Häuser erbauten und dadurch die noch vorhandenen Lücken des Dreißigjährigen Krieges im Stadtbild verminderten. 1686 erließ er zur Ordnung der Rechtsprechung für den Hofrat eine „Raths-Kanzley-Ordnung“.
Mit 73 Jahren erlag er seinem Steinleiden und wurde im Eichstätter Dom beigesetzt. Ein Brustbild des Bischofs ist heute im Diözesanmuseum zu sehen.